# Акбаров Едуард Ільдусович
Едуард Ільдусович Акбаров (рос. Эдуард Ильдусович Акбаров; нар. 7 жовтня 1964, Казань, РРФСР) —радянський та російський футболіст, виступав на позиції нападника або крайнього півзахисника, футбольний арбітр. Зіграв 8 матчів у вищій лізі України.

## Спортивна кар'єра
Вихованець казанського спортивного клубу «Електрон», в дитинстві окрім футболу грав у хокей та хокей з м'ячем. У 16-річному віці потрапив у «Рубін» і виходив на поле в матчах другої ліги за квотою для молодих гравців.
У 1984 році був призваний в армію і почав виступати за кіровське «Динамо», там був помічений тренерами московських одноклубників і запрошений в команду. У січні 1985 року на динамівському турнірі в складі москвичів став переможцем, причому в фіналі забив м'яч у ворота свого колишнього клубу з Кірова і був визнаний найкращим півзахисником турніру. В офіційних матчах за «біло-блакитних» вийшов на поле тільки одного разу — 30 липня 1985 року в матчі Суперкубка проти «Зеніту».
Після закінчення служби повернувся в Казань, потім провів два сезони у складі воронезького «Факела». У складі воронезького клубу в лютому 1988 року зробив хет-трик у міжнародному матчі зі збірною Бангладешу.
З 1989 року протягом декількох років виступав за вінницьку «Ниву». В її складі 7 березня 1992 роки зіграв перший матч у першому сезоні вищої ліги України проти «Кременя». В ході весняного сезону 1992 року зіграв 7 матчів у вищій лізі і разом з командою вилетів у першу лігу, де виступав у першій половині сезону 1992/93. Навесні 1993 року грав у Чехословаччині за «Хемлон» з міста Гуменне, а в серпні 1993 року зіграв ще один матч за «Ниву», яка повернулася у вищу лігу.
У 1994 році футболіст повернувся в Росію та виступав за «Нафтохімік», «Рубін» і «Локомотив» (Лиски). У віці 33 років завершив спортивну кар'єру.
Після закінчення кар'єри проживає у Воронежі. На рубежі 1990-х і 2000-х років займався суддівством футбольних матчів, працював на поєдинках другого дивізіону і турніру дублерів, згодом судив матчі з футзалу та пляжного футболу. Працював головним тренером команди з пляжного футболу «Буран» (Воронеж).

## Особисте життя
Одружений, дружину звуть Олена. Дочка Вікторія займалася тенісом і бадмінтоном, а також судила футбольні матчі на аматорському рівні.
Молодший брат Ніяз також був футболістом, в деяких командах виступав разом зі своїм братом. Зокрема, в 1990 році захищав кольори вінницької «Ниви». Мати займалася ковзанярським спортом, а батько грав в футбол і хокей.
За віросповіданням — православний.